# Aéroport de Ronneby
L'aéroport de Ronneby (Kallinge) (code IATA : RNB • code OACI : ESDF) est situé à environ 4 km de Ronneby, en Suède et à 30 km de Karlshamn et à 30 km de Karlskrona.
L'aéroport se trouve dans le Sud de la Suède (Götaland). Il est le 15e plus grand aéroport de Suède. L'aéroport a accueilli 226 995 passagers en 2011.

## Situation

### Carte des aéroports de Suède
| \| 50 km1:2 974 000 \| Montagnes · Sälen Ängelholm–Helsingborg Åre Östersund Arvidsjaur Borlänge Gällivare Göteborg-Landvetter Hagfors Halmstad Hemavan Tärnaby Jönköping Kalmar Karlstad Kiruna Kramfors-Sollefteå Linköping Luleå Lycksele Malmö Mora-Siljan Norrköping Örnsköldsvik Örebro Pajala Ronneby Skellefteå Stockholm-Arlanda Stockholm-Bromma Stockholm-Skavsta Stockholm-Västerås Sundsvall-Timrå Sveg Torsby Trollhättan–Vänersborg Umeå Växjö Vilhelmina Visby |
| 50 km1:2 974 000 |

### Usage militaire
C'est la base du Blekinge Wing (en suédois : Blekinge flygflottilj), ou F 17 Kallinge, volant sur Saab JAS 39 Gripen. Du 3e escadron d'hélicoptères sur NHIndustries NH90.

## Statistiques
Pour des raisons techniques, il est temporairement impossible d'afficher le graphique qui aurait dû être présenté ici.

Voir la requête brute et les sources sur Wikidata.

## Compagnies aériennes et destinations
| Compagnies                  | Destinations      |
| --------------------------- | ----------------- |
| Braathens Regional Airlines | Stockholm-Bromma  |
| Scandinavian Airlines       | Stockholm-Arlanda |

Actualisé le 27/02/2023